# Achtam Nazarow
Achtam Mustafojewicz Nazarow (tadż. Ахтам Мустафоевич Назаров, ur. 29 września 1992 w Duszanbe) – tadżycki piłkarz, grający na pozycji obrońcy w klubie Istiklol Duszanbe.

## Kariera piłkarska

### Kariera klubowa
Karierę piłkarską rozpoczął w klubie Barki Todżik Duszanbe, gdzie występował przez jeden sezon. 1 stycznia 2013 przeniósł się do innego klubu ze stolicy Tadżykistanu, Istiklolu Duszanbe. Zdobył z nim sześciokrotnie mistrzostwo kraju, czterokrotnie krajowy Puchar oraz cztery razy Superpuchar.

### Kariera reprezentacyjna
W kadrze zadebiutował 23 marca 2011 w towarzyskim meczu przeciwko reprezentacji Sri Lanki. Od 2019 jest kapitanem drużyny. 

## Sukcesy piłkarskie

### Istiklol Duszanbe
- zdobywca mistrzostwa Tadżykistanu (6): 2014, 2015, 2016, 2017, 2018, 2019
- zdobywca Pucharu Tadżykistanu (4): 2013, 2014, 2016, 2018
- zdobywca Superpucharu Tadżykistanu (4): 2014, 2015, 2018, 2019